# Luce Balla
Luce (Lucia) Balla, née le 20 décembre 1904 à Rome, et morte dans la même ville le 30 avril 1994, est une artiste peintre et brodeuse futuriste italienne.

## Biographie
Lucia nait à Rome d'Elisa Marcucci et de Giacomo Balla. Elle a une sœur cadette, Elica.
Selon les souhaits de leur père, le deux sœurs ne fréquentent pas l'école, mais reçoivent un enseignement privé grâce à des précepteurs choisis qui leur donnent une éducation stricte et traditionnelle. Avec l'essor du Futurisme, en famille on commence à nommer Lucia « Luce », qui signifie « lumière » en italien.
Encore enfant, Luce Balla s'amuse à transformer les dessins et les études de son père en œuvres d'art appliqué. À la demande de son père, ses journées sont en grande partie consacrées à la création de tapisseries, broderies, tapis ou marqueteries, qui intégreront le patrimoine de la Casa Balla. L'intérêt de Giacomo pour les productions artistiques de ses filles est particulièrement fort dans sa phase artistique des "Interpénétrations Irisées" et des "Lignes de Force", lors qu'il s'exprime en termes de plus en plus décoratifs, et donc parfaitement adaptables aux tissus, vêtements et accessoires fabriqués principalement par Luce.
Lucia Balla vit dans l'ombre de son père. Après une tentative échouée de ce dernier de la marier au poète futuriste Marinetti, c'est toujours lui qui décourage des nouvelles rencontres et qui la pousse à travailler à la maison paternelle, sort partagé avec Elica,.
À partir de ses 25 ans, elle se consacre aussi à la peinture. L'activité familiale est alors consacrée à la décoration de meubles, portes et objets en style futuriste. La maison de rue Oslavia, dans le quartier Prati de Rome, dévient un environnement futuriste diffus, une sorte de « reconstruction futuriste de l'univers » déjà théorisée en 1915 par Balla et Depero.
Luce décore également des bancs, des paravents, des porte-parapluies et des chaises pour la vente, donne des cours de peinture privés, réalise des portraits sur commande et peint des cartes postales à l'aquarelle.
À l'exposition à la GAM de Rome, à l'occasion du centenaire de la naissance de Giacomo Balla, Jack Clement réalise Balla et le Futurisme (France, 1971, 52'), un documentaire d'art tourné en 35 mm où Luce et Elica sont les protagonistes. Ce début en veste de réalisateur est récompensé par l'attribution du Lion d'argent à la Mostra de Venise 1972, section « Documentaire d'art ». La bande son du film reprend les musiques de Igor Stravinsky et des Echoes du groupe Pink Floyd. L'édition intégrale en français a été ensuite réduite dans sa version italienne.
Dans les années 1980, Luce et Elica font don à l'État italien de plusieurs œuvres de leur père, qui intégreront les dépôts de la Galerie nationale d'Art moderne et contemporain. Parmi celles-ci figurent des œuvres de la période pré-futuriste de Balla, comme Affetti (1910) avec le portraits de Elisa Marcucci e Luce occupée à lire dans la maison de son enfance, rue Paisiello. La donation se poursuivra en 1994, après la mort d'Elica survenue l'année précédente, avec l'introduction d'autres œuvres, y compris des études, des dessins et des peintures, sélectionnées par le critique d'art Maurizio Fagiolo dell'Arco.
La même année Luce Balla s'éteint à Rome.

## Expositions
Au cours de sa vie, Luce Balla présente ses œuvres à l'occasion de plusieurs expositions. Même si elle ne connaîtra pas le succès de « Ballelica », pseudonyme de sa sœur, Luce se fera remarquer pour sa capacité de composition. En 2018, au Musée MAN (it) de Nuoro, parmi les œuvres exposées figurent pour la première fois ses cartes postales produites et expédiées pendant ses vacances à Terracine en 1931 : y figurent des paysages abstraits, avec des lignes de force radiales, typiques du répertoire paternel, associée à des ambiances de lumière et couleur plus personnelles.

## Liste d'expositions non exhaustive
- IV Expo du Syndicat fasciste de Beaux Arts du Lazio, du 19 avril au 20 juin 1934, aux Marchés de Trajan, Rome[13],[14].
- Exposition collective de 50 artistes, du 16 au 31 décembre 1934, à la Galerie Doria-Pamphilj, Rome.
- Exposition des peintures de Giacomo, Luce et Elica Balla, du 9 novembre au 12 gennaio 1936, Galerie d'art L'Antonina, Rome.
- Personnelle de Luce Balla, mars 1939, Lyceum, Rome.
- L'Elica e la Luce. Futuriste. 1912 – 1944, expo de Luce et Elica Balla, du 9 mars au 10 juin 2018 au Musée MAN, Nuoro[3].